# Sarah Fahr
Sarah Luisa Fahr (Kulmbach, 12 de setembro de 2001) é uma voleibolista italiana que atua na posição de central. Joga pela seleção nacional da Itália e, a nível de clubes, no Imoco Volley.

## Carreira

### Clubes
Filha de pais alemães, sua família mudou-se para a Itália quando Fahr ainda jovem por causa do trabalho do pai e começou a praticar voleibol e ginástica artística. Aos dez anos escolheu definitivamente jogar vôlei ao ingressar no time juvenil de Piombino.
Na temporada 2016–17 foi contratada pelo AGIL Volley, compondo o time juvenil que disputou o campeonato da Série B1. Na temporada seguinte ingressou no Club Italia, onde estreou na Série A1 do Campeonato Italiano.
Vestiu a camisa do San Casciano por uma temporada, mas logo assinou com o Imoco para 2020–21. Com o clube de Conegliano conquistou três Supercopas, quatro Copas da Itália, quatro campeonatos nacionais e duas Ligas dos Campeões.

### Seleção nacional
Com a seleção nacional sub 18 conquistou, em 2017, a medalha de prata no Campeonato Europeu e os títulos do Festival Olímpico da Juventude Europeia e do Campeonato Mundial. No ano seguinte, pela seleção nacional sub-19, conquistou a medalha de ouro no Europeu.
Em 2018 estreou na seleção principal e integrou a equipe que conquistou a medalha de prata no mundial do Japão e, no ano seguinte, a medalha de bronze no Campeonato Europeu. Em 2021 participou dos Jogos Olímpicos de Tóquio, e do Europeu, onde obteve a medalha de ouro apesar de não ter disputado a fase final da competição após uma lesão. Em 2024  e 2025 conquistou o título da Liga das Nações, onde na edição de 2024, foi escolhida como uma das melhores centrais da competição.

## Títulos
Clubes
- Campeonato Italiano (2020–21, 2021–22, 2022–23, 2023–24);
- Copa Itália (2020–21, 2021–22, 2022–23, 2023–24);
- Supercopa Italiana (2020, 2022, 2023).

Seleção principal
- Ouro no Campeonato Europeu de 2021 e na Liga das Nações de 2024 e de 2025.
- Prata no Campeonato Mundial de 2018;
- Bronze no Campeonato Europeu de 2021.